# Col cavolo
Col cavolo è il quinto romanzo di Luciana Littizzetto, pubblicato originariamente nel 2004.

## Trama
Il libro chiude la cosiddetta "Trilogia della verdura" (o stagione vegetariana), dopo Sola come un gambo di sedano (2001) e La principessa sul pisello (2002). Littizzetto racconta comicamente brevi situazioni che descrivono piccoli e grandi problemi del vivere quotidiano.

## Edizioni
- Luciana Littizzetto, Col cavolo, collana Biblioteca umoristica Mondadori, Arnoldo Mondadori Editore, 2004,  p. 167, ISBN 978-88-04-53589-8.
- Luciana Littizzetto, Col cavolo, collana Oscar bestsellers, Mondadori, 2006,  p. 167, ISBN 978-88-04-56204-7.

### Traduzioni
- (RU) Luciana Littizzetto, Po kočanu (По кочану), E. Solonovič  (traduzione), Mosca, RIPOL klassik, 2008,  p. 302, ISBN 9785386005726. (con anche la traduzione di Rivergination)